# 内藤有海
内藤 有海（ないとう あみ、1992年8月8日 - ）は、日本の女性声優。北海道出身。賢プロダクション所属。

## 略歴
中学生の時に朴璐美のファンになり、その憧れから声優を目指すようになった。
総合学園ヒューマンアカデミー卒業。
2011年、全国賢プロダクション声優オーディションのグランプリを受賞。高校卒業後、賢プロダクションに所属。

## 人物
賢プロダクションの声優によるユニット「VvoxX」のメンバーで元気な明るい女の子担当。
凄いと思う声優には山寺宏一の名を挙げている。
特技はイラスト、歌。趣味は絵を描くこと、手芸やアクセサリー作りなど。
じゃがバターが好きである。

## 出演
太字はメインキャラクター。

### テレビアニメ
2012年
- アクセル・ワールド（女の子B）
- 銀魂'（長谷川泰三〈幼少時代〉）
- LUPIN the Third -峰不二子という女-（女の子）

2013年
- カーニヴァル（ナース、子供）
- 義風堂々!! 兼続と慶次（少年）
- 八犬伝―東方八犬異聞―（赤毛の女、生徒）

2014年
- オレカバトル（ミミトシシ→青魔導シシ、チビドラゴン→ブルゴン→ブルドゴン、子供）
- ガンダムビルドファイターズトライ（2014年 - 2016年、サノ・ケイコ）- 2シリーズ
- パックワールド（女生徒、生徒たち）
- フランチェスカ（市村鉄之助）

2015年
- うしおととら（小学生）
- ガンスリンガー ストラトス（女子学生）
- ルパン三世 PART IV（少年 / クロエ）
- ローリング☆ガールズ（リカコ、売り子、少年）
- ワンパンマン（母親、昆布インフィニティ、少年）

2016年
- アイカツスターズ!（野々宮サキ、女子、スタッフ、客、1年生 他）
- 僕だけがいない街
- ユーリ!!! on ICE（西郡豪〈7歳〉、ユーリエンジェルス）

2017年
- ACCA13区監察課（カルマン）
- SUPER LOVERS 2（幼い夏生）
- トミカハイパーレスキュー ドライブヘッド 機動救急警察（アズサ、安斉映子）
- 神撃のバハムート VIRGIN SOUL（悪魔子供）
- 魔法使いの嫁（2017年 - 2023年、エアリエル、村の子供、ドラゴンの雛〈ベァナ種〉、妖精 他） - 2シリーズ
- 100%パスカル先生（桃太郎パスカル）

2018年
- グランクレスト戦記（子供）
- 若おかみは小学生!（ミチ子）
- メガロボクス（2018年 - 2021年、オイチョ） - 2シリーズ
- 妖怪ウォッチ シャドウサイド（男子A）
- 新幹線変形ロボ シンカリオン（幼いリュウジ）
- イナズマイレブン アレスの天秤（田植郁人）
- 蒼天の拳 REGENESIS（霞拳志郎〈幼少期〉）

2019年
- ブギーポップは笑わない（橋坂真）

2020年
- GREAT PRETENDER（ローリー）

2021年
- さよなら私のクラマー（平賀美玲）
- 憂国のモリアーティ（サム・ホワイトリー）
- Sonny Boy（明星）
- ルパン三世 PART6（ケニー）

2023年
- 葬送のフリーレン（魔族の子）
- キボウノチカラ〜オトナプリキュア'23〜（生徒）

### 劇場アニメ
- 劇場版アイカツスターズ!（2016年、スタッフ）
- 夜は短し歩けよ乙女（2017年、女子学生）
- きみの声をとどけたい（2017年）
- 映画 ドライブヘッド〜トミカハイパーレスキュー 機動救急警察〜（2018年、安斉映子[14]）
- 若おかみは小学生!（2018年）

### OVA
- 魔法使いの嫁 星待つひと（2016年 - 2017年、羽島大輝） - コミックス第6〜8巻アニメーションDVD付き特装版

### Webアニメ
- にゃんころり〜けんぷろ3姉妹の場合（2012年、三女・アティ）
- BROTHERHOOD FINAL FANTASY XV（2016年、生徒）
- ガンダムビルドメタバース（2023年、サノ・ケイコ）

### ゲーム
2011年
- イナズマイレブンGO（雷門生徒男）
- みんなのGOLF 6 ※PS Vita版・PS3版

2012年
- 倭人異聞録〜あさき、ゆめみし〜（龍生）

2013年
- ダンボール戦機W 超カスタム
- ライトニング リターンズ ファイナルファンタジーXIII
- レイトン教授と超文明Aの遺産

2014年
- フリーダムウォーズ（プレイヤーボイス）

2015年
- アイカツ! My No.1 Stage!（瀬戸くくる）
- パズルワンダーランド（ネル、さくら、わかば）

2016年
- 逆転オセロニア（エンデガ）
- 名探偵ピカチュウ 〜新コンビ誕生〜

2018年
- 名探偵ピカチュウ
- 天華百剣 -斬-（鉄砲切り兼光）

2019年
- DAYS GONE（リサ）
- The inpatient -闇の病棟-（スザンヌ・ダニエルズ）

2025年
- 魔法使いの嫁 盛夏の幻と夢見る旅路（エアリエル）

### ドラマCD
- 魔術士オーフェンはぐれ旅 解放者の戦場
- ピンクとまめしば（黒川）
- アクエリオンロゴス（女子）
- 青キ火花ノ詩（ヒサワ カナ）
- 水戸黄門 第2巻（貫太）
- 息できないのは君のせい（淳子）

### 吹き替え

#### 映画
- オデッセイ（リポーター女3）
- クローバーフィールド・パラドックス（アイザック）
- シェイプ・オブ・ウォーター（ティミー）
- ゾンビーワールドへようこそ（クロエ）
- デッドプール
- バッド・チューニング（ジュリー）
- バリー・シール/アメリカをはめた男（ジュディ）
- ファンタスティック・ビーストと魔法使いの旅（あざのある少年）
- マインドボーン（ジャスミン）
- マーズ・ジェネレーション（ビクトリア）
- ミッシング・サン（マッケンジー〈ジュノー・テンプル〉）
- Love, サイモン 17歳の告白（クレア）

#### ドラマ
- iゾンビ シーズン3（ウォーリー）
- ボバ・フェット/The Book of Boba Fett（ドラッシュ〈ソフィー・サッチャー〉）
- オルタード・カーボン（リジー）
- 女刑事マーチェラ（アダム）
- ギフテッド 新世代X-MEN誕生（クラリス・フォン / ブリンク〈ジェイミー・チャン〉）
- キャッスル 〜ミステリー作家は事件がお好き シーズン6 （ミランダ）
- ギルモア・ガールズ（ティミー、ボニー）
- 救命医ハンク8（ウェス）
- クリミナル・マインド13 FBI行動分析課（リーランド）
- 刑事ヴィスティング〜殺人鬼の足跡〜（リーネ〈テア・グリーン・ルンドバーグ〉[16]）
- ゲットダウン（アンジェラ）
- CSI:サイバー2（ジェイコブ）
- ザ・シューター シーズン2（ヘルガ）
- シドニーとがんばりマックス（シドニー・レイノルズ〈ルース・リーギ〉）
- SUITS/スーツ シーズン6（若いときのジュリー）
- 戦争と平和（ペーチャ）
- タイムレス（ジョン）
- DEUCE/ポルノストリート in NY（バーニース）
- ナイスガイズ（自転車の少年）
- 23号室の小悪魔 シーズン2（トリー）
- フラーハウス シーズン3（シエナ）
- ブラックライトニング（キーシャ）
- ピーキー・ブラインダーズ（エイダ・シェルビー〈ソフィー・ランドル〉）
- メンタリスト（ノア、マーヴィン）
- ワルノリ!どっきりギャング（ダスティ〈ブランドン・セヴァース〉）
- ワンス・アポン・ア・タイム5（息子リアム）

#### アニメ
- 悪魔城ドラキュラ -キャッスルヴァニア-（シーズン1、若い女）
- ドックはおもちゃドクター（セイディ）
- トルーと虹の王国（グリゼルダ）
- パワーパフガールズ（ニュースアンカー[17]）
- ビッグシティ・グリーン（レミー）
- マイリトルポニー: エクエストリア・ガールズ
  - マイリトルポニー: エクエストリア・ガールズ - フレンドシップ・ゲーム（インディゴザップ）
  - マイリトルポニー: エクエストリア・ガールズ - エバーフリーの伝説（ダーピーフーヴス〈2代目〉）
- マライア・キャリー クリスマスにほしいもの（ブレット）
- RWBY（アルスラーン・アルタン、シエル・ソレイユ）

### 映画
- 北九州市人権啓発映画「虹の絆」

### シリーズ一覧
1. ↑  SEASON1（2017年 - 2018年）、SEASON2第2クール（2023年）